# 特里宰-库特勒托-圣塞尔日
特里宰-库特勒托-圣塞尔日（法語：Trizay-Coutretot-Saint-Serge，法語發音：[tʁizɛ kutʁəto sɛ̃ sɛʁʒ]）是法国厄尔-卢瓦省的一个市镇，属于诺让勒罗特鲁区。该市镇于1835年由原市镇特里宰（Trizay）、库特勒托（Coutretot）和圣塞尔日（Saint-Serge）合并而成。

## 地理
特里宰-库特勒托-圣塞尔日（48°17'34"N, 0°52'1"E）面积11.15 平方千米，位于法国中央-卢瓦尔河谷大区厄尔-卢瓦省，该省份为法国北部内陆省份，北起顺时针与厄尔省、伊夫林省、埃松省、卢瓦雷省、卢瓦-谢尔省、萨尔特省和奧恩省接壤。

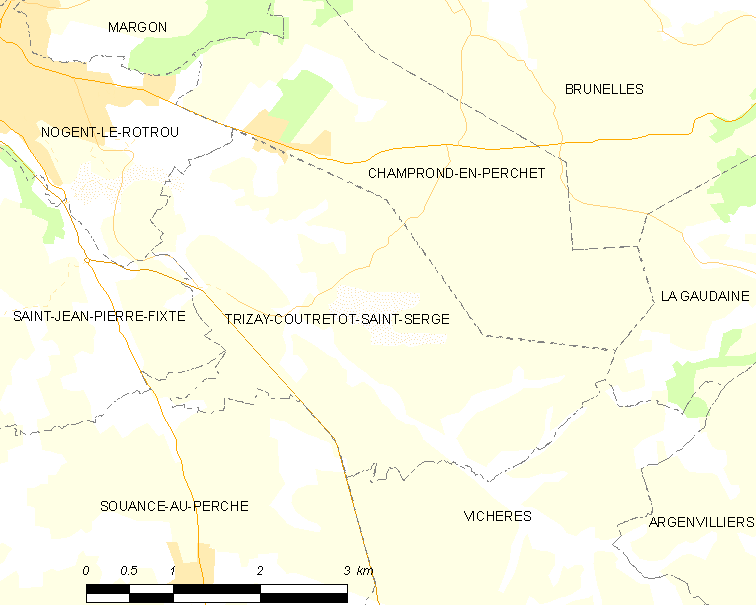
特里宰-库特勒托-圣塞尔日的OSM定位图

与特里宰-库特勒托-圣塞尔日接壤的市镇（或旧市镇、城区）包括：诺让勒罗特鲁、维谢尔、佩尔谢地区尚普龙、拉戈代讷、圣让皮耶尔菲克斯特、苏昂塞欧佩什。
特里宰-库特勒托-圣塞尔日的时区为UTC+01:00、UTC+02:00（夏令时）。

## 行政
特里宰-库特勒托-圣塞尔日的邮政编码为28400，INSEE市镇编码为28395。

## 政治
特里宰-库特勒托-圣塞尔日所属的省级选区为诺让勒罗特鲁县。

## 人口
特里宰-库特勒托-圣塞尔日于2022年1月1日时的人口数量为438人。

1962-2008年间特里宰-库特勒托-圣塞尔日人口变化图示